# Witalij Satschko
Witalij Satschko (ukrainisch Віталій Дмитрович Сачко, englisch Vitaliy Sachko; * 14. Juli 1997 in Krementschuk) ist ein ukrainischer Tennisspieler.

## Karriere
Satschko spielte auf der ITF Junior Tour kaum Turniere und erreichte dort Rang 387.
Ab 2014 spielte er Profiturniere auf der drittklassigen ITF Future Tour, 2016 gelang ihm im Einzel erstmals der Sprung in die Top 1000 der Tennisweltrangliste. In Poprad spielte er sein erstes Match im Hauptfeld eines Challengers, das er verlor. 2019 schaffte er es sich im Ranking weiter nach oben zu spielen. Bei Futures gewann er seinen ersten Titel im Einzel und erreichte ein weiteres Finale, während er im Doppel gleich dreimal erfolgreich war. Bei seinem zweiten Challenger-Turnier in Ismaning gelang ihm auch sein erster Sieg auf diesem Niveau. Das Jahr beendete er auf Platz 560 der Welt.
2020 begann er mit drei Halbfinals bei Futures, im Doppel gewann er Future-Titel 4 und 5. Ende des Jahres überraschte er mit seinen Leistungen. In der Qualifikation für das Turnier der ATP Tour 500, in die er schon nur als Ersatz reinrutschte, schlug der Pierre-Hugues Herbert, der mit Platz 82 weit über ihm platziert ist, in drei Sätzen. Trotz seiner Niederlage in der nächsten Runde gegen Norbert Gombos kam Satschko als Lucky Loser ins Hauptfeld des Turniers, wo er Dominic Thiem in zwei Sätzen unterlag. Ende November überraschte er erneut die Konkurrenz, als er in Lima aus der Qualifikation startend das Halbfinale des dortigen Challengers, seines erst dritten in seiner Karriere, erreichte. Mit den erreichten Punkte bei dem Turnier stieg er bis auf Platz 400 im Einzel. Beim selbigen Turnier erreichte er – erstmals überhaupt in einer Challenger-Doppelkonkurrenz mitspielend – das Doppel-Finale, das er auch nicht gewinnen konnte. Mit Platz 361 stand er auch hier auf seinem Karrierehoch.

## Erfolge
| Legende (Anzahl der Siege) |
| Grand Slam                 |
| ATP Finals                 |
| ATP Tour Masters 1000      |
| ATP Tour 500               |
| ATP Tour 250               |
| ATP Challenger Tour (10)   |

### Einzel

#### Turniersiege
| Nr. | Datum         | Turnier    | Belag | Finalgegner      | Ergebnis       |
| --- | ------------- | ---------- | ----- | ---------------- | -------------- |
| 1.  | 18. Juni 2023 | Bratislava | Sand  | Dimitar Kusmanow | 2:6, 6:2, 7:62 |

### Doppel

#### Turniersiege
| Nr. | Datum              | Turnier    | Belag         | Partner           | Finalgegner                         | Ergebnis          |
| --- | ------------------ | ---------- | ------------- | ----------------- | ----------------------------------- | ----------------- |
| 1.  | 12. Juni 2021      | Almaty (1) | Sand          | Jesper de Jong    | Wladyslaw Manafow Jewgeni Tjurnew   | 7:64, 6:1         |
| 2.  | 19. Juni 2021      | Almaty (2) | Sand          | Wladyslaw Manafow | Corentin Denolly Adrián Menéndez    | 6:1, 6:4          |
| 3.  | 10. Juli 2021      | Perugia    | Sand          | Dominic Stricker  | Tomás Martín Etcheverry Renzo Olivo | 6:3, 5:7, [10:8]  |
| 4.  | 26. Februar 2022   | Forlì      | Hartplatz (i) | Marco Bortolotti  | Victor Vlad Cornea Fabian Fallert   | 7:65, 3:6, [10:5] |
| 5.  | 16. September 2023 | Stettin    | Sand          | Andrew Paulson    | Zdeněk Kolář Sergio Martos Gornés   | 6:1, 7:66         |
| 6.  | 7. September 2024  | Tulln      | Sand          | Miloš Karol       | Karol Drzewiecki Piotr Matuszewski  | 6:4, 2:6, [11:9]  |
| 7.  | 19. Oktober 2024   | Olbia      | Hartplatz     | Oleksij Krutych   | Íñigo Cervantes David Pichler       | 4:6, 6:1, [10:5]  |
| 8.  | 15. Februar 2025   | Manama     | Hartplatz     | Beibit Schuqajew  | Iwan Ljutarewitsch Luca Sanchez     | 6:4, 6:0          |
| 9.  | 15. März 2025      | Cherbourg  | Hartplatz (i) | Oleh Prychodko    | Lukáš Pokorný Giorgio Ricca         | 6:2, 6:2          |